# Kornmarkt (Wesel)
Der Kornmarkt ist ein zentral gelegener Platz in der Weseler Innenstadt. Er wird seit 1495 als Marktplatz genutzt und ist heute gastronomisch von hervorgehobener Bedeutung.

## Lage
Der Kornmarkt befindet sich im Innenstadtkern von Wesel rund 100 Meter nördlich des Großen Marktes, welcher der Standort des Willibrordi-Doms ist. Die beiden Marktplätze sind durch einen Häuserblock getrennt und über die Dimmerstraße sowie die Köppeltorstraße verbunden. Direkt nördlich des Kornmarkts befindet sich ein 1974 bzw. 1975 eingeweihter Komplex mit dem heutigen Rathaus, der Volkshochschule Wesel-Hamminkeln-Schermbeck und der Stadtbücherei Wesel.

## Geschichte
Der Platz liegt im historisch ältesten Teil der Weseler Innenstadt. Er gilt als möglicher Standort eines fränkischen Gutshofs, der im Frühmittelalter mutmaßlich den Ursprung der modernen Stadt darstellte. Schon im Mittelalter bestand an der Stelle des heutigen Kornmarkts ein Platz, der an den Seiten jedoch stärker bebaut und damit deutlich kleiner war. Er lag am Treffpunkt von vier Straßen und trug den Namen uppen Brink bzw. Auf dem Brink. Dieser Name beschreibt eine erhöht liegende Grasfläche. Tatsächlich liegt der Kornmarkt bis heute etwas höher als die Johannisstraße in seinem Nordwesten. Wesel erhielt 1241 die Stadtrechte, wurde 1407 in den Hansebund aufgenommen und erlebte im Spätmittelalter einen entsprechenden Aufschwung. Im Jahr 1291 wurde mit der Stiftung eines Grundstücks am Rand des späteren Kornmarkts der Anfangspunkt für die Errichtung der Johanniskirche und eines angrenzenden Hospitals gesetzt. Zwischen 1438 und 1443 wurde am Rand des Platzes zudem das Herzogliche Schloss errichtet. Seine Besitzer waren die Herzöge von Kleve, deren Herrschaft Wesel im Spätmittelalter unterstand.
Am 1. Dezember 1495 beschloss der Weseler Magistrat, den bislang am Viehtor stattfindenden Viehmarkt auf den Platz am Herzoglichen Schloss zu verlegen. Diese Entscheidung wurde drei Tage später verkündet. Es wurden Nutztiere jeder Art zum Verkauf angeboten, als Namen für den Platz bildeten sich jedoch Ochsenmarkt und Schweinemarkt heraus. Später war vor allem die Bezeichnung Verkensmarkt üblich. 1560 wurde eine erste Erweiterung des Marktplatzes ermöglicht, indem dem südlich angrenzenden Franziskanerkloster ein Teil des Gartens abgekauft wurde. 1562 wurde der Platz zudem gepflastert. Seine heutige Ausdehnung erhielt der Platz 1646 auf Initiative von Johann Moritz von Nassau-Siegen, der als Gouverneur Wesels das Herzogliche Schloss bewohnte und durch den Abriss des Franziskanerklosters und von zwei weiteren Gebäuden eine Vergrößerung des Platzes erreichte. Dies geschah damals gegen den Widerstand des Weseler Stadtrats. Im 17. Jahrhundert bildete sich die heutige Bezeichnung als Kornmarkt heraus, weil der Handel mit Getreide auf dem Marktplatz eine immer stärkere Bedeutung bekommen hatte. Es wurden jedoch auch andere Waren und weiterhin Schweine gehandelt. Die Verwendung als Marktplatz blieb bei einer Wandlung des Warenangebots auch die folgenden Jahrhunderte über erhalten.
Die angrenzenden historisch bedeutenden Bauten sind heute nicht mehr erhalten. Die Johanniterkirche verlor im 16. Jahrhundert ihre Bedeutung und 1806 wurde der frühere Besitz des Johanniterordens säkularisiert. Die so genannte Johanniter-Komturei stand an ihrer Stelle noch bis 1945 am Rand des Kornmarkts und wurde für verschiedene Zwecke benutzt. Aus dem Herzoglichen Schloss wurde später die Kommandantur als Kommandobehörde der Weseler Festung. Nach dem Rückbau der Festung wurde sie anderweitig genutzt, z. B. ab 1936 für das Städtische Museum. 1945 wurde sie als Folge des Zweiten Weltkriegs zerstört. Als 1950 Stadtkernprogramme zum Wiederaufbau in der Innenstadt begannen, zählte der Kornmarkt zu den ersten Projekten und wies an seiner Westseite schnell wieder eine durchgehende Bebauung auf. Die Vervollständigung der Häuserzeile an der Ostseite nahm dagegen deutlich mehr Zeit in Anspruch. Beim Wiederaufbau wurde auf der Ost-, Süd- und Westseite des Platzes eine historisierende Gestaltung der Gebäude umgesetzt.

## Heutige Nutzung
Der Kornmarkt gilt als gastronomischer Schwerpunkt Wesels und ist in der Stadtplanung entsprechend vorgesehen. Im Sommer wird die Bewirtung um die Platzfläche ergänzt, sodass eine Art großer Biergarten entsteht. Zwei Mal wöchentlich ist der Kornmarkt ebenso wie der benachbarte Große Markt Standort des Weseler Wochenmarkts. Seit 2005 findet auf dem Kornmarkt in jedem Herbst ein Citylauf mit einem „Gesundheitstag“ als Rahmenprogramm statt. Für die Laufveranstaltung ist der Kornmarkt Start- und Zielpunkt. An seiner Ostseite ist der Kornmarkt als Einbahnstraße und für Radfahrer auch beidseitig befahrbar, allerdings besteht ein Nachtfahrverbot für Kraftfahrzeuge.